# موج سوم فمینیسم

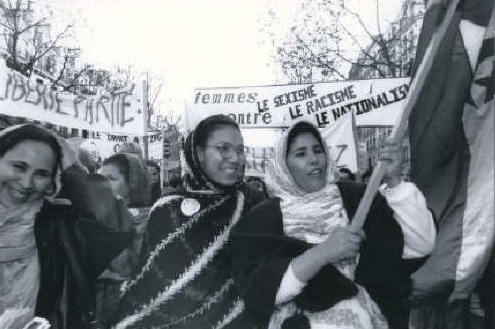
موج سوم فمینیسم

موجِ سومِ فمینیسم اصطلاحی است که شامل گرایش‌های متعدد و مختلفی در حوزهٔ مطالعه و فعالیت فمینیستی می‌شود. مرز بندی دقیق تاریخی برای شروع موج سوم مورد اجماع واقع نشده اما معمولاً آغار آن را در اوایل دهه ۸۰ می‌دانند که تا به امروز ادامه داشته‌است. جنبش مذکور به عنوان واکنشی علیه شکست مفروض موج دوم و طرح‌ها و جنبش‌های ایجادشده توسط موج دوم فمینیسم ظاهر شد؛ اما همچنین در پاسخ به دستاوردهای موج دوم اعلام وجود کرد.
در ۱۹۶۰ تا ۱۹۸۰، درک این امر که زنان می‌توانند با استفاده از کلیشه‌های مرسومی که به آن‌ها عنوان داده می‌شود، احساسی از توانمندی را ایجاد کنند، باعث شد موج سوم فمینیسم به بازتعریف زنان و دختران به عنوان موجوداتی قدرتمند، جسور و صاحب اختیار جنسیت خود بپردازد.
همچنین در موج سوم ادراکی عمومی وجود دارد مبنی بر اینکه زنان از «رنگ‌ها، قومیت‌ها، ملیت‌ها، ادیان و پیشینه‌های فرهنگی متفاوت» می‌آیند. موج سوم از تنوع و تغییر دفاع می‌کند. مانند دو موج قبل، نظریه‌ای فراگیر و واحد که با آن بتوان موج سوم را توصیف کرد، وجود ندارد.
اصطلاحِ «موجِ سومِ فمینیسم» برای نخستین بار بوسیلهٔ ربکا واکر در مقاله‌ای از وی و در سال ۱۹۹۲ به‌کار برده شد.